# Tudora (Ștefan Vodă)
Tudora (russisch Тудорово, ukrainisch Тудора) ist ein Dorf im äußersten Osten der Republik Moldau mit 2127 Einwohnern (2004).
Das Ortsgebiet Tudoras erstreckt sich auf einem Osthang im Mündungsgebiet des Dnister auf 41 m Höhe im Rajon Ștefan Vodă 135 km südöstlich der Hauptstadt Chișinău an der Europastraße 87/ Fernstraße M 15 und hat einen Grenzübergang zur Ukraine. Die ukrainische Stadt Biljajiwka liegt 30 km nordöstlich von Tudora.